# Takuja Haneda
Takuja Haneda (japonsky 羽根田 卓也, Haneda Takuja; * 17. července 1987 Tojota) je japonský vodní slalomář, kanoista závodící v kategorii C1.
Na Asijských hrách v roce 2014 získal zlatou medaili v závodě C1.
Na letních olympijských hrách poprvé startoval v Pekingu 2008, kde skončil v závodě singlkanoií na 14. místě. Na LOH 2012 v Londýně dokončil závod na sedmé příčce. Největšího úspěchu dosáhl v Riu 2016, kde se mu podařilo získat bronzovou medaili.